# Sankt Laurentii Sogn (Før)
Sankt Laurentii Sogn eller Syderende Sogn er et sogn på øen Før i Sydslesvig, tidligere i Vesterland-Før (Kongeriske enklave under Ribe Amt), nu i kommunerne Dunsum, Niblum (delvis), Oldsum, Syderende og Yttersum i Nordfrislands Kreds. 
I Sankt Laurentii Sogn findes flg. stednavne:
- Dunsum (nordfrisisk Dunsem)
- Hedehusum (nordfrisisk Hedehüsem)
- Klintum (nordfrisisk Taftem, nordfrisisk Klantem)
- Oldsum (nordfrisisk Olersem)
- Syderende (på dansk også Sønderende, tysk Süderende, nordfrisisk Söleraanj)
- Toftum (nordfrisisk Taftem)
- Yttersum (tysk Utersum, nordfrisisk Ödersem)